# Epazotitos
Epazotitos är en ort i Mexiko.   Den ligger i kommunen Pinal de Amoles och delstaten Querétaro Arteaga, i den centrala delen av landet, 190 km norr om huvudstaden Mexico City. Epazotitos ligger 2 265 meter över havet och antalet invånare är 228.
Terrängen runt Epazotitos är bergig åt sydväst, men åt nordost är den kuperad. Runt Epazotitos är det ganska tätbefolkat, med 54 invånare per kvadratkilometer. Närmaste större samhälle är Jalpan, 17,7 km nordost om Epazotitos. I omgivningarna runt Epazotitos växer huvudsakligen savannskog.